# Ramona (Dakota Południowa)
Ramona – miasto w Stanach Zjednoczonych, w stanie Dakota Południowa, w hrabstwie Lake.